# تریگورت
تریگورت (به لاتین: Trygort) یک منطقهٔ مسکونی در لهستان است که در Gmina Węgorzewo واقع شده‌است.